# Kato Pyrgos
Kato Pyrgos (en griego: Κάτω Πύργος, en turco: Aşağı Pirgo)  es la localidad más importante de Tylliria. Junto con la villa de menor tamaño Pano Pyrgos (Πάνω Πύργος), integra Pyrgos.

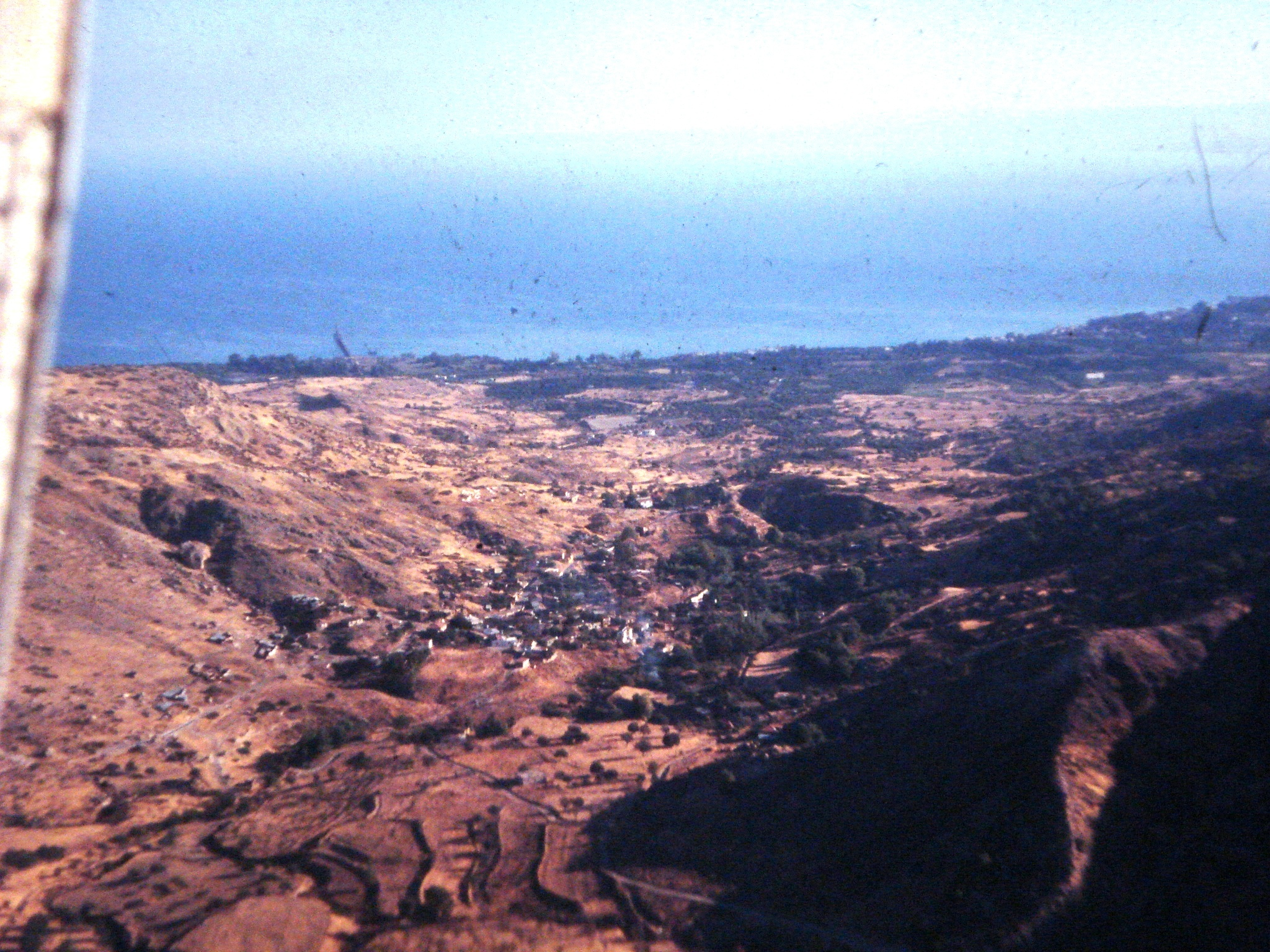
Vista de la localidad de Pano Pyrgos desde el sur. Se observa Kato Pyrgos sobre el mar

Es la única localidad bajo control de los grecohipriotas ubicada en la bahía de Morphou. Está construida en las estribaciones septentrionales de la región montañosa de Troodos y pertenece al Distrito de Nicosia. Se encuentra a unos 111 kilómetros de distancia desde la ciudad capital, lo que corresponde a casi 1 hora y media en auto. Las obras para la apertura del camino Pyrgos - Limnitis hicieron que la distancia desde Nicosia se reduzca a casi 40-50 minutos.
La distancia desde Pafos es también 111 kilómetros, mientras que a Polis es de 50 minutos.
La línea del cese al fuego turca (Línea Verde (Chipre)), luego de la confrontación de 1974, se encuentra tanto al este como al oeste. En este último sentido se encuentra el enclave de Kokkina.

## Toponimia
El nombre del pueblo deriva de "Troulli", un pequeño edificio que se asemeja a una torre (Pyrgos), ubicado en una colina sobre la playa de la zona. En realidad, se utilizó "Troulli" como un puesto de observación durante el período veneciano.

## Población
La localidad contaba con 1120 habitantes en 2001. Esto se le suman 30 habitantes en Pano Pyrgos. 
La población Kato Pyrgos pasó a ser 919 en 2021.
Durante los meses de verano varios turistas también se mantienen en el pueblo. Más en particular, muchos turistas de Chipre y en el extranjero vienen a Pyrgos para disfrutar de nuestras aguas de mar de cristal, la montaña y el aire del mar, el pescado fresco y la tradicional hospitalidad de los residentes.
Hay varias unidades hoteleras modernas y totalmente equipadas que se encuentra a lo largo de la costa, con capacidad para varios visitantes. Además, durante los meses de verano de julio y agosto, espectáculos de música y danza se llevan a cabo por parte del Consejo de la Comunidad en la plaza y en la Reserva de Pesca.
El pueblo es conocido por su excelente clima, debido a que varios árboles frutales-descubrimiento florecen en la zona. En particular, la comunidad es famosa por sus melocotones, limones, naranjas, mandarinas y muchas más frutas y verduras. También es conocido por sus higos.
Hay dos iglesias en el pueblo. La vieja iglesia está dedicada a Agia Eirini y la nueva iglesia a los Santos Constantinos e Eleni. Las capillas de la zona se dedican a Agios Stylianos, Panagia Galoktisti y el Profeta Elías.

## Historia
Las excavaciones arqueológicas que se realizaron en Pyrgos Tyllirias sacaron a la luz una serie de hallazgos se remonta a los periodo medieval. Estos incluyen partes de un edificio medieval, tumbas, así como los hallazgos móviles como una cruz de bronce y un pin. Además, los objetos de cerámica y metal, tales como ollas de barro, un anillo de talla y monedas fueron encontradas en el sitio. Otras excavaciones en el lugar "Koilada-Palialona" revelaron tumbas que se remontan a la época helenística y fueron utilizados hasta que los tiempos de los romanos, o incluso más tarde. De particular importancia para la realización de las excavaciones arqueológicas ha sido la ayuda financiera proporcionada por la Santa Obispado de Kykkos.
En 1960, año de la independencia, era de 1049 personas, de las cuales únicamente dos eran turcochipriotas siendo el resto exclusivamente grecochipriotas. Ello se complementa con 244 habitantes, todos de esta última comunidad, pertenecientes a Pano Pyrgos. Una imagen del campo se puede observar dentro de los archivos de Naciones Unidas.
Durante el conflicto intercomunal greco/turco chipriota que eclosionó a partir de diciembre de 1963, la localidad tuvo su afectación particular. Estaría rodeada de los enclaves turcochipriotas de limnitis al este y de Kokkina al oeste. En septiembre de 1964 sufrirá las consecuencias del  enfrentamiento en esta última. El 8 de agosto de ese año será bombardeada.
El contingente danés de UNFICYP tenía una subunidad en la región cuyo puesto comando se encontraba justo al oeste de Kato Pyrgos con puestos de variada magnitud (de 3 a 30 hombres) en Pachyammos, Agios Georgios, Agios Theodhoros, Mansoura, Piyi y Pigenia, manteniendo patrullas móviles en toda la zona.
Un punto de cruce en la zona de amortiguación (Buffer Zone) fue abierto cerca de Kato Pyrgos el 18 de octubre de 2010 para facilitar el traslado a Nicosia.